# Warum läuft Herr R. Amok?
Warum läuft Herr R. Amok? is een West-Duitse dramafilm uit 1970 onder regie van Rainer Werner Fassbinder.

## Verhaal
Mijnheer R. is een technisch ontwerper met een ogenschijnlijk onbekommerd gezin. Zijn conservatieve ideeën, het consumptiegedrag van zijn vrouw en de concentratieproblemen van zijn zoontje wijzen echter op een dieper liggend probleem.

## Rolverdeling
| Acteur          | Personage          |
| --------------- | ------------------ |
| Lilith Ungerer  | Mevrouw R.         |
| Kurt Raab       | Mijnheer R.        |
| Lilo Pempeit    | Collega op kantoor |
| Franz Maron     | Chef               |
| Harry Baer      | Collega op kantoor |
| Peter Moland    | Collega op kantoor |
| Hanna Schygulla | Schoolvriendin     |
| Ingrid Caven    | Buurvrouw          |
| Irm Hermann     | Buurvrouw          |
| Doris Mattes    | Buurvrouw          |
| Hannes Gromball | Buurman            |
| Vinzenz Sterr   | Opa Raab           |
| Maria Sterr     | Oma Raab           |
| Peer Raben      | Schoolvriend       |
| Eva Pampuch     | Platenverkoopster  |